# イスラエルとパラグアイの関係
イスラエルとパラグアイの関係（イスラエルとパラグアイのかんけい、スペイン語: Relaciones entre Israel y Paraguay、英語: Israel–Paraguay relations）は、イスラエルとパラグアイとの間における現在および歴史的な国際関係を指す。両国は20世紀半ばより正式な外交関係を有しており、互いに大使館を設置することでそれぞれの国家を代表している。

## 歴史
1947年、パラグアイは国際連合のパレスチナ分割決議に賛成票を投じた33ヶ国のうちの一国であり、効果的にイスラエル建国の地ならしをした。両国が外交関係を樹立したのは1949年であった。
アスンシオンのイスラエル大使館は2002年に予算削減のため閉鎖されたが、イスラエルの法律専門家は閉鎖が宗教上の理由によるものであると主張した。大使館は2015年に再開された。2005年、メヴァセレト・シオンのパラグアイ大使館が同じく予算上の制約により閉鎖されたが、2013年にヘルツリーヤで再開された。
2018年5月21日、パラグアイ大使館がエルサレムに移転して、アメリカ合衆国とグアテマラに次いで世界で3番目にエルサレムをイスラエルの外交上の首都として承認する国となった。これに対してイスラエルの首相ベンヤミン・ネタニヤフは大いに感謝を示し、大使館が移転したまさにその日、首相は開館式に出席して永続的な友好を表明した。しかしそれから4ヶ月と経たない2018年9月5日、早くも「永続的な友好」にひびが入った。オラシオ・カルテス前大統領に代わって8月中旬にパラグアイの大統領に就任したばかりのマリオ・アブド・ベニテスが、在エルサレムパラグアイ大使館をテルアビブに戻すと発表したのである。二国間で正式に交わされた取り決めをイスラエルとの事前調整なしに反故にしたこの決定に反発する形で、ネタニヤフ首相はパラグアイ大使館の閉鎖を命じた。

## 国際支援
2016年1月、パラグアイで発生した避難民10万人規模の大洪水に対処する同国を支援するためにイスラエルは援助を行った。2016年6月、イスラエルの灌漑設備メーカーネタフィムは、旱魃（干ばつ）に苦しむパラグアイを支援するためにアスンシオンのイスラエル大使館を通じて高度な点滴灌漑システムを送った。

## 貿易関係
イスラエルからパラグアイへの輸出は2014年に総額669万米ドルに達したが、その品目は電子機器と鉱物が中心であった。パラグアイからイスラエルへの輸出は同年に総額1億4500万米ドルに達したが、その大半が冷凍肉と大豆で構成されている。
2005年、イスラエルからパラグアイへの輸出額が250万米ドルに達した年に両国は相互輸出協定を締結した。同協定は両国が相互貿易の拡大を規定している。2010年、イスラエルとパラグアイは農業協力にも合意して、関税協定に署名した。
2015年の報道によると、パラグアイ陸軍はイスラエル・ウェポン・インダストリーズ（IWI）から多数のネゲヴ軽機関銃を購入したとのこと。

## 要人往来
- 2005年11月、パラグアイの副大統領（スペイン語版、英語版）ルイス・カスティリオーニ（スペイン語版、英語版）がイスラエルを公式訪問[2]
- 2013年11月、パラグアイの商工大臣グスタボ・レイテ（スペイン語版、英語版）は、ナフタリ・ベネット経済大臣（ヘブライ語版、英語版）（当時）に招聘され、水技術会議WATECに出席するためにイスラエルを訪問した[14]。
- 2016年7月、オラシオ・カルテス大統領がイスラエルを公式訪問したが、これはパラグアイの大統領による史上初のイスラエル公式訪問である。特筆すべきこととして、大統領はイスラエルがパラグアイを技術支援する覚書に署名した[15]。